# Список астероїдів (55801—55900)
| Назва                               | Тимчасове позначення | Дата відкриття    | Місце відкриття                    | Відкривач                            |
| ----------------------------------- | -------------------- | ----------------- | ---------------------------------- | ------------------------------------ |
| (55801) 1994 PV4                    | 1994 PV4             | 10 серпня 1994    | Обсерваторія Ла-Сілья              | Ерік Вальтер Ельст                   |
| (55802) 1994 PM6                    | 1994 PM6             | 10 серпня 1994    | Обсерваторія Ла-Сілья              | Ерік Вальтер Ельст                   |
| (55803) 1994 PD7                    | 1994 PD7             | 10 серпня 1994    | Обсерваторія Ла-Сілья              | Ерік Вальтер Ельст                   |
| (55804) 1994 PD13                   | 1994 PD13            | 10 серпня 1994    | Обсерваторія Ла-Сілья              | Ерік Вальтер Ельст                   |
| (55805) 1994 PE15                   | 1994 PE15            | 10 серпня 1994    | Обсерваторія Ла-Сілья              | Ерік Вальтер Ельст                   |
| (55806) 1994 PB26                   | 1994 PB26            | 12 серпня 1994    | Обсерваторія Ла-Сілья              | Ерік Вальтер Ельст                   |
| (55807) 1994 PM38                   | 1994 PM38            | 10 серпня 1994    | Обсерваторія Ла-Сілья              | Ерік Вальтер Ельст                   |
| (55808) 1994 RN                     | 1994 RN              | 7 вересня 1994    | Обсерваторія Санта-Лючія Стронконе | Обсерваторія Санта-Лючія Стронконе   |
| (55809) 1994 RW15                   | 1994 RW15            | 3 вересня 1994    | Обсерваторія Ла-Сілья              | Ерік Вальтер Ельст                   |
| 55810 Fabiofazio                    | 1994 TC              | 4 жовтня 1994     | Сормано                            | Пієро Сіколі, П. Ґецці               |
| (55811) 1994 TE12                   | 1994 TE12            | 10 жовтня 1994    | Обсерваторія Кітт-Пік              | Spacewatch                           |
| (55812) 1994 UC9                    | 1994 UC9             | 28 жовтня 1994    | Обсерваторія Кітт-Пік              | Spacewatch                           |
| (55813) 1994 VQ2                    | 1994 VQ2             | 8 листопада 1994  | Обсерваторія Оїдзумі               | Такао Кобаяші                        |
| (55814) 1994 YD                     | 1994 YD              | 24 грудня 1994    | Обсерваторія Оїдзумі               | Такао Кобаяші                        |
| 55815 Melindakim                    | 1994 YU2             | 31 грудня 1994    | Обсерваторія Сайдинг-Спрінг        | Данкан Стіл                          |
| (55816) 1995 CO                     | 1995 CO              | 4 лютого 1995     | Обсерваторія Стоуні-Рідж           | Дж. Чайльд, Джон Роджерс             |
| (55817) 1995 DA6                    | 1995 DA6             | 24 лютого 1995    | Обсерваторія Кітт-Пік              | Spacewatch                           |
| (55818) 1995 DG11                   | 1995 DG11            | 25 лютого 1995    | Обсерваторія Кітт-Пік              | Spacewatch                           |
| (55819) 1995 EF7                    | 1995 EF7             | 2 березня 1995    | Обсерваторія Кітт-Пік              | Spacewatch                           |
| (55820) 1995 FW                     | 1995 FW              | 25 березня 1995   | Обсерваторія Сайдинг-Спрінг        | Ґордон Ґаррард                       |
| (55821) 1995 JA1                    | 1995 JA1             | 4 травня 1995     | Обсерваторія Кітт-Пік              | Spacewatch                           |
| (55822) 1995 LV                     | 1995 LV              | 4 червня 1995     | Обсерваторія Кітт-Пік              | Spacewatch                           |
| (55823) 1995 OF12                   | 1995 OF12            | 22 липня 1995     | Обсерваторія Кітт-Пік              | Spacewatch                           |
| (55824) 1995 QN1                    | 1995 QN1             | 19 серпня 1995    | Станція Сінлун                     | SCAP                                 |
| (55825) 1995 SD4                    | 1995 SD4             | 27 вересня 1995   | Чорч Стреттон                      | Стівен Лорі                          |
| (55826) 1995 SY7                    | 1995 SY7             | 17 вересня 1995   | Обсерваторія Кітт-Пік              | Spacewatch                           |
| (55827) 1995 SL43                   | 1995 SL43            | 25 вересня 1995   | Обсерваторія Кітт-Пік              | Spacewatch                           |
| (55828) 1995 UN6                    | 1995 UN6             | 16 жовтня 1995    | Обсерваторія Пістоїєзе             | Андреа Боаттіні, Лучано Тезі         |
| (55829) 1995 UG12                   | 1995 UG12            | 17 жовтня 1995    | Обсерваторія Кітт-Пік              | Spacewatch                           |
| (55830) 1995 WA19                   | 1995 WA19            | 17 листопада 1995 | Обсерваторія Кітт-Пік              | Spacewatch                           |
| (55831) 1995 XL                     | 1995 XL              | 12 грудня 1995    | Обсерваторія Садбері               | Денніс ді Сікко                      |
| (55832) 1996 GD17                   | 1996 GD17            | 13 квітня 1996    | Станція Сінлун                     | SCAP                                 |
| (55833) 1996 GM18                   | 1996 GM18            | 15 квітня 1996    | Обсерваторія Ла-Сілья              | Ерік Вальтер Ельст                   |
| (55834) 1996 GW18                   | 1996 GW18            | 15 квітня 1996    | Обсерваторія Ла-Сілья              | Ерік Вальтер Ельст                   |
| (55835) 1996 HH6                    | 1996 HH6             | 17 квітня 1996    | Обсерваторія Кітт-Пік              | Spacewatch                           |
| (55836) 1996 HW22                   | 1996 HW22            | 20 квітня 1996    | Обсерваторія Ла-Сілья              | Ерік Вальтер Ельст                   |
| (55837) 1996 JV2                    | 1996 JV2             | 15 травня 1996    | Станція Сінлун                     | SCAP                                 |
| 55838 Hagongda                      | 1996 LN              | 7 червня 1996     | Станція Сінлун                     | SCAP                                 |
| (55839) 1996 LH1                    | 1996 LH1             | 13 червня 1996    | Чорч Стреттон                      | Стівен Лорі                          |
| (55840) 1996 NB2                    | 1996 NB2             | 15 липня 1996     | Обсерваторія Галеакала             | NEAT                                 |
| (55841) 1996 NW4                    | 1996 NW4             | 14 липня 1996     | Обсерваторія Ла-Сілья              | Ерік Вальтер Ельст                   |
| (55842) 1996 PU                     | 1996 PU              | 9 серпня 1996     | Обсерваторія Галеакала             | NEAT                                 |
| (55843) 1996 PD1                    | 1996 PD1             | 9 серпня 1996     | Обсерваторія Лумбера               | Ґордон Ґаррард                       |
| 55844 Бічак (Bicak)                 | 1996 RN2             | 12 вересня 1996   | Огляд Каталіна                     | Карл Гердженротер                    |
| (55845) 1996 RO2                    | 1996 RO2             | 13 вересня 1996   | Обсерваторія Сан-Вітторе           | Обсерваторія Сан-Вітторе             |
| (55846) 1996 RJ5                    | 1996 RJ5             | 15 вересня 1996   | Чорч Стреттон                      | Стівен Лорі                          |
| (55847) 1996 SQ                     | 1996 SQ              | 20 вересня 1996   | Обсерваторія Садбері               | Денніс ді Сікко                      |
| (55848) 1996 SF6                    | 1996 SF6             | 18 вересня 1996   | Станція Сінлун                     | SCAP                                 |
| (55849) 1996 TZ11                   | 1996 TZ11            | 3 жовтня 1996     | Станція Сінлун                     | SCAP                                 |
| (55850) 1996 TV21                   | 1996 TV21            | 6 жовтня 1996     | Обсерваторія Кітт-Пік              | Spacewatch                           |
| (55851) 1996 TA31                   | 1996 TA31            | 8 жовтня 1996     | Обсерваторія Кітт-Пік              | Spacewatch                           |
| (55852) 1996 TS34                   | 1996 TS34            | 10 жовтня 1996    | Обсерваторія Кітт-Пік              | Spacewatch                           |
| (55853) 1996 TF52                   | 1996 TF52            | 5 жовтня 1996     | Обсерваторія Ла-Сілья              | Ерік Вальтер Ельст                   |
| (55854) 1996 VS1                    | 1996 VS1             | 8 листопада 1996  | Сормано                            | Марко Каваня, Паоло К'явенна         |
| (55855) 1996 VB7                    | 1996 VB7             | 2 листопада 1996  | Станція Сінлун                     | SCAP                                 |
| (55856) 1996 VQ15                   | 1996 VQ15            | 5 листопада 1996  | Обсерваторія Кітт-Пік              | Spacewatch                           |
| (55857) 1996 XU2                    | 1996 XU2             | 2 грудня 1996     | Обсерваторія Оїдзумі               | Такао Кобаяші                        |
| (55858) 1996 XT20                   | 1996 XT20            | 5 грудня 1996     | Обсерваторія Кітт-Пік              | Spacewatch                           |
| (55859) 1997 AO8                    | 1997 AO8             | 2 січня 1997      | Обсерваторія Кітт-Пік              | Spacewatch                           |
| (55860) 1997 BQ6                    | 1997 BQ6             | 31 січня 1997     | Обсерваторія Ондржейов             | Ленка Коткова                        |
| (55861) 1997 CZ12                   | 1997 CZ12            | 4 лютого 1997     | Обсерваторія Кітт-Пік              | Spacewatch                           |
| (55862) 1997 CV28                   | 1997 CV28            | 6 лютого 1997     | Станція Сінлун                     | SCAP                                 |
| (55863) 1997 OM2                    | 1997 OM2             | 31 липня 1997     | Коссоль                            | ODAS                                 |
| (55864) 1997 PC                     | 1997 PC              | 1 серпня 1997     | Обсерваторія Галеакала             | NEAT                                 |
| (55865) 1997 PZ                     | 1997 PZ              | 3 серпня 1997     | Станція Сінлун                     | SCAP                                 |
| (55866) 1997 PV4                    | 1997 PV4             | 11 серпня 1997    | Обсерваторія Мальорки              | Альваро Лопес-Ґарсіа, Рафаель Пачеко |
| (55867) 1997 RX2                    | 1997 RX2             | 3 вересня 1997    | Вумера                             | Френк Золотовскі                     |
| (55868) 1997 SH31                   | 1997 SH31            | 28 вересня 1997   | Обсерваторія Кітт-Пік              | Spacewatch                           |
| (55869) 1997 TB2                    | 1997 TB2             | 3 жовтня 1997     | Коссоль                            | ODAS                                 |
| (55870) 1997 TD26                   | 1997 TD26            | 11 жовтня 1997    | Станція Сінлун                     | SCAP                                 |
| (55871) 1997 UE1                    | 1997 UE1             | 21 жовтня 1997    | Обсерваторія Наті-Кацуура          | Йошісада Шімідзу, Такеші Урата       |
| (55872) 1997 UW5                    | 1997 UW5             | 21 жовтня 1997    | Обсерваторія Кітт-Пік              | Spacewatch                           |
| 55873 Сіомідаке (Shiomidake)        | 1997 UP7             | 26 жовтня 1997    | Сусоно                             | Макіо Акіяма                         |
| 55874 Брлка (Brlka)                 | 1997 UL9             | 28 жовтня 1997    | Обсерваторія Ондржейов             | Петр Правец                          |
| 55875 Хірохатаґаока (Hirohatagaoka) | 1997 VH              | 1 листопада 1997  | Хадано                             | Ацуо Асамі                           |
| (55876) 1997 VH3                    | 1997 VH3             | 6 листопада 1997  | Обсерваторія Оїдзумі               | Такао Кобаяші                        |
| (55877) 1997 VZ6                    | 1997 VZ6             | 4 листопада 1997  | Обсерваторія Наті-Кацуура          | Йошісада Шімідзу, Такеші Урата       |
| (55878) 1997 VX7                    | 1997 VX7             | 3 листопада 1997  | Станція Сінлун                     | SCAP                                 |
| (55879) 1997 WG                     | 1997 WG              | 18 листопада 1997 | Обсерваторія Оїдзумі               | Такао Кобаяші                        |
| (55880) 1997 WS                     | 1997 WS              | 18 листопада 1997 | Прескоттська обсерваторія          | Пол Комба                            |
| (55881) 1997 WU1                    | 1997 WU1             | 19 листопада 1997 | Обсерваторія Оїдзумі               | Такао Кобаяші                        |
| (55882) 1997 WY1                    | 1997 WY1             | 20 листопада 1997 | Вумера                             | Френк Золотовскі                     |
| (55883) 1997 WF8                    | 1997 WF8             | 23 листопада 1997 | Обсерваторія Тітібу                | Наото Сато                           |
| (55884) 1997 WG9                    | 1997 WG9             | 21 листопада 1997 | Обсерваторія Кітт-Пік              | Spacewatch                           |
| (55885) 1997 WV18                   | 1997 WV18            | 23 листопада 1997 | Обсерваторія Кітт-Пік              | Spacewatch                           |
| (55886) 1997 WT35                   | 1997 WT35            | 29 листопада 1997 | Сокорро (Нью-Мексико)              | LINEAR                               |
| (55887) 1997 WE37                   | 1997 WE37            | 29 листопада 1997 | Сокорро (Нью-Мексико)              | LINEAR                               |
| (55888) 1997 WG44                   | 1997 WG44            | 29 листопада 1997 | Сокорро (Нью-Мексико)              | LINEAR                               |
| (55889) 1997 WD52                   | 1997 WD52            | 29 листопада 1997 | Сокорро (Нью-Мексико)              | LINEAR                               |
| (55890) 1997 WO54                   | 1997 WO54            | 29 листопада 1997 | Сокорро (Нью-Мексико)              | LINEAR                               |
| (55891) 1997 XF3                    | 1997 XF3             | 3 грудня 1997     | Коссоль                            | ODAS                                 |
| 55892 Фучжоуґеджі (Fuzhougezhi)     | 1997 XQ5             | 1 грудня 1997     | Станція Сінлун                     | SCAP                                 |
| (55893) 1997 YL                     | 1997 YL              | 20 грудня 1997    | Обсерваторія Оїдзумі               | Такао Кобаяші                        |
| (55894) 1997 YS3                    | 1997 YS3             | 22 грудня 1997    | Станція Сінлун                     | SCAP                                 |
| (55895) 1998 AP                     | 1998 AP              | 5 січня 1998      | Обсерваторія Оїдзумі               | Такао Кобаяші                        |
| (55896) 1998 AM5                    | 1998 AM5             | 8 січня 1998      | Коссоль                            | ODAS                                 |
| (55897) 1998 AH6                    | 1998 AH6             | 8 січня 1998      | Коссоль                            | ODAS                                 |
| (55898) 1998 AG10                   | 1998 AG10            | 15 січня 1998     | Коссоль                            | ODAS                                 |
| (55899) 1998 BJ10                   | 1998 BJ10            | 24 січня 1998     | Вумера                             | Френк Золотовскі                     |
| (55900) 1998 CQ                     | 1998 CQ              | 3 лютого 1998     | Обсерваторія Модри                 | Адріан Галад, А. Правда              |